# Карпов, Сергей Павлович
Серге́й Па́влович Ка́рпов (род. 1 января 1948, Ставрополь) — советский и российский историк-византинист, президент исторического факультета МГУ, доктор исторических наук (1986), профессор (1989), академик РАН (2011). Заведующий кафедрой истории Средних веков исторического факультета, научный руководитель лаборатории истории Византии и Причерноморья МГУ, директор Института истории и археологии Византии и Причерноморья Севастопольского государственного университета.
Член учёных советов МГУ и исторического факультета МГУ, член бюро Отделения историко-филологических наук РАН, председатель Национального комитета византинистов Российской Федерации, президент Общества медиевистов и историков раннего Нового времени, председатель учебно-методического Совета (УМС) по истории и искусствоведению УМО по классическому университетскому образованию. Председатель экспертного совета Макарьевского фонда РПЦ, РАН и Правительства Москвы.
Заслуженный работник высшей школы Российской Федерации (2025).

## Биография
Родился в семье служащих. В 1966 году с золотой медалью окончил среднюю школу № 1 Ставрополя и поступил на исторический факультет МГУ им. М. В. Ломоносова, где обучался до 1971 года. Специализировался по кафедре истории Средних веков, был именным стипендиатом.
В 1971—1974 годах — аспирант исторического факультета МГУ. Занимался историей поздней Византии под руководством члена-корреспондента АН СССР З. В. Удальцовой. В 1974 году защитил кандидатскую диссертацию на тему «Трапезундская империя и государства Европы в XIII—XV вв.».
С 1974 года работает на кафедре истории Средних веков исторического факультета МГУ: ассистент, с 1975 года — старший преподаватель, с 1985 года — доцент, с 1989 года — профессор. В 1977—1978 годах был стажером Фонда Чини в Венеции. Начал исследования документов из итальянских архивов, посвящённых истории Византии, Причерноморья и Древней Руси.
В 1986 году защитил докторскую диссертацию «Торговля итальянских морских республик в Южном Причерноморье в XIII—XV вв.», с того же года — заведующий кафедрой истории Средних веков исторического факультета МГУ.
С 1990 года — научный руководитель лаборатории истории Византии и Причерноморья в Средние века исторического факультета МГУ. В 1994—1995 годах был стипендиатом византиноведческого Центра Гарвардского университета Думбартон-Окс (Вашингтон, США).
В 1995—2015 годах — декан исторического факультета МГУ. 19 марта 2002 года на С. П. Карпова было совершено покушение, он получил тяжёлую черепно-мозговую травму, но выжил.
22 марта 2003 года был избран членом-корреспондентом РАН по Отделению историко-филологических наук; с 22 декабря 2011 года — академик РАН.
В МГУ читает следующие общие и специальные курсы: «История Средних веков V—XV вв.», «Культура Средних веков» (участие в коллективном кафедральном курсе), «Источниковедение истории Средних веков», «Введение в специальность» (участие в коллективном кафедральном курсе), «Введение в византиноведение», «Фалеристика. История наградных систем».
Неоднократно приглашался для чтения лекций в ведущих университетах Италии, Франции, ФРГ, Нидерландов, США, Канады, Австралии, Болгарии, Греции, Кипра, Сербии, КНР и других стран. Участник многих научных конференций в России и за рубежом.

## Научная деятельность
Специалист в области медиевистики (история Византии, Причерноморья и Италии в Средние века), архивоведения и дипломатики, экономической истории.
В исследованиях С. П. Карпова впервые на основе исследования документов архивов Венеции и Генуи и многочисленных публикаций византийских, западноевропейских, славянских и восточных источников были изучены система международных экономических и политических связей Причерноморья в XIII—XV вв., история Трапезундской империи (1204—1461) и Палеологовской Византии. Были рассмотрены экономическая политика и особенности международной торговли итальянских морских республик в Причерноморье, сделаны важные типологические обобщения истории развития рынка и товарно-денежных отношений в Средние века.
В работах С. П. Карпова разработаны методологические принципы исследования феномена средневековой колонизации, показано значение итальянских архивов для изучения истории Византии и Древней Руси. С. П. Карповым исследовалась история понтийского эллинизма, проблемы этно-конфессиональных взаимоотношений населения Северного и Южного Причерноморья, история средневековых факторий в Тане (Азове) в XIII—XV вв.
Автор 530 научных публикаций по указанной тематике, включая 9 монографий. Подготовил 13 кандидатов наук.
Главный редактор серии «Труды исторического факультета МГУ» (с 1997 года), ответственный редактор сборника «Причерноморье в средние века» (вып 1—12, М. — СПб., 1991—2024).
Председатель редколлегии «Библиотеки средних веков» издательства «Алетейя». Член редколлегий «Византийского временника» (с конца 2009 — главный редактор), «Средних веков», «Византийской библиотеки» (издательство «Алетейя»), «Вестника МГУ» (серия «История»), «Мир истории», «Свободная мысль», Mesogeios (Париж), Bizantinistica (Болонья — Равенна), Il Mar Nero (Рим — Париж).
Ответственный редактор вузовского учебника «История средних веков» в 2-х томах (6 изданий, 1997—2008).

## Основные работы

### Книги
Автор
- С. П. Карпов. Трапезундская империя и западноевропейские государства в XIII—XV вв. — М.: Изд-во МГУ, 1981. — 232 с. — 1770 экз. (Итальянский перевод: L' impero di Trebisonda, Venezia, Genova e Roma, 1204—1461. Rapporti politici, diplomatici e commerciali. Roma, 1986).
- С. П. Карпов. Итальянские морские республики и Южное Причерноморье в XIII—XV вв.: проблемы торговли. — М.: Изд-во МГУ, 1990. — 336 с. — 1930 экз. — ISBN 5-211-01051-5.
- С. П. Карпов. Путями средневековых мореходов: Черноморская навигация Венецианской республики в XIII—XV вв. — М.: Наука, Восточная литература, 1994. — 160 с. — 7000 экз. — ISBN 5-02-017836-5. (Итальянский перевод: La Navigazione Veneziana nel Mar Nero XIII—XV sec. Ravenna, 2000).
- С. П. Карпов. Латинская Романия. — СПб.: Алетейя, 2000. — 256 с. — (Византийская библиотека. Исследования). — 1500 экз. — ISBN 5-89329-247-2.
- Карпов С. П. Средневековый Понт. — Lewiston — Queenston — Lamperter: Edwin Mellen Press[англ.], 2001. — 475 с. — (Российские исследования по мировой истории и культуре. Т. 15 / гл. ред. Г. М. Бонгард-Левин). — ISBN 0-7734-3167-5.
- С. П. Карпов. История Трапезундской империи. — СПб.: Алетейя, 2007. — 656 с. — (Византийская библиотека. Исследования). — 2000 экз. — ISBN 978-5-903354-07-8. (2-е изд., испр. и доп. — СПб.: Алетейя, 2017. — 744 с. — ISBN 978-5-903354-07-8)

- На греч. языке: Σεργκέι Π. Κάρποβ. Ιστορία της αυτοκρατορίας της Τραπεζούντας / Μετάφραση: Ευγενία Κριτσέφσκαγια, Αγγελική Ευσταθίου. Επιστημονική επιμέλεια: Μιχαήλ Γκρατσιάνσκι, Στέφανος Κορδώσης. — Αθήνα, Εθνικό Ίδρυμα Ερευνών 2017. — 641 σελ. με έγχρωμες και α/μ εικόνες. — ISBN 978-960-9538-59-6
- На тур. языке: Karpov S.P. Trabzon İmparatorluğu Tarihi — İstanbul: Kültür Bilimleri Akademisi, 2016. — 819 S. — ISBN 978-975-6983-73-7

- Карпов С. П. История Таны (Азова) в XIII—XV вв. — СПб.: Алетейя, 2021. — Т. 1. Тана в XIII—XIV вв. — 378 с. — ISBN 978-5-00165-314-1.
- С. П .Карпов. Введение в историю наградных систем мира. М., Символы,  2023 (2024). Т. 1-3.- ISBN 978-5-7139-1476-9
- С. П .Карпов. От Латинской Романии к империи Газарии. СПб., Алетейя, 2024. - 318 с. - ISBN 978-5-00165-876-4.

Редактор
- Шукуров Р. М. Великие Комнины и Восток (1204—1461) / под ред. С. П. Карпова. — СПб.: Алетейя, 2001. — 448 с. — (Византийская библиотека. Исследования). — ISBN 5-89329-337-1.
- История средних веков. Учебник для вузов / под ред. З. В. Удальцовой и С. П. Карпова. — 7-е изд., доработанное. — М.: Издательство МГУ, 2010. — Т. 1. — 688 с. — (Классический вузовский учебник). — 2000 экз. — ISBN 978-5-211-05882-8.
- История средних веков. Учебник для вузов / под ред. З. В. Удальцовой и С. П. Карпова. — 7-е изд., доработанное. — М.: Издательство МГУ, 2010. — Т. 2. — 432 с. — (Классический вузовский учебник). — 2000 экз. — ISBN 978-5-211-05882-8.
- Акты генуэзских нотариев, составленные в Каффе и в других городах Причерноморья в XIV—XV вв. / под ред С. П. Карпова; сост. М. Г. Альваро, А. Ассини, Л. Баллетто, Э. Bacco. — СПб.: Алетейя, 2018. — 800 с. — (Причерноморье в Средние века. Вып. X). — ISBN 978-5-907030-13-8.
- Михаил Панарет. О Великих Комнинах (Трапезундская хроника) / Пер. А. М. Крюкова и коммент. С. П. Карпова, Р. М. Шукурова. — СПб.: Алетейя, 2019. — 200 с. — ISBN 978-5-907115-64-4.

### Статьи
- Медведев, Игорь Павлович / Карпов С. П. // Маниковский — Меотида. — М. : Большая российская энциклопедия, 2012. — С. 467. — (Большая российская энциклопедия : [в 35 т.] / гл. ред. Ю. С. Осипов ; 2004—2017, т. 19). — ISBN 978-5-85270-353-8.
- Удальцова, Зинаида Владимировна : [арх. 21 сентября 2022] / Карпов С. П. // Телевизионная башня — Улан-Батор. — М. : Большая российская энциклопедия, 2016. — С. 673. — (Большая российская энциклопедия : [в 35 т.] / гл. ред. Ю. С. Осипов ; 2004—2017, т. 32). — ISBN 978-5-85270-369-9.
- Karpov, Serghei. La Tana veneziana. Vita economica e rapportisociali: i tentativi di superare la grande crisi della metà del Trecento (итал.) // Rapporti mediterranei, pratiche documentarie, presenze veneziane: le reti economiche e culturali (XIV - XVI secolo). Estratto : diario  / Ortalli, Gherardo; Sopracasa, Alessio. — Venezia: Istituto Veneto di Scienze, Lettere ed Arti, 2017. — P. 237—252. — ISBN 978-88-95996-69-1.

## Награды
- Орден Александра Невского (11 августа 2021 года) — за заслуги в научно-педагогической деятельности, подготовке квалифицированных специалистов и многолетнюю добросовестную работу[4]
- Орден Почёта (18 августа 2009 года) — за достигнутые трудовые успехи и многолетнюю плодотворную работу[5]
- Орден Дружбы (18 января 2005 года) — за заслуги в научной и педагогической деятельности и большой вклад в подготовку высококвалифицированных специалистов[6]

- Орден преподобного Сергия Радонежского I степени (РПЦ, 2023 год)
- Орден святителя Макария, митрополита Московского I степени (РПЦ, 2018 год)
- Орден преподобного Сергия Радонежского II степени (РПЦ, 2007 год)
- Орден святителя Макария, митрополита Московского II степени (РПЦ, 2004 год)
- Орден святого благоверного князя Даниила Московского II степени (РПЦ, 2002 год)
- Орден святого благоверного князя Даниила Московского III степени (РПЦ, 1997 год)
- Кавалер ордена Академических пальм (Франция, 2004 год)
- Золотая медаль имени С. М. Соловьёва (РАН, 2009 год)
- Медаль им. академика С. И. Вавилова (фонд «Знание» им. С. И. Вавилова, 2008 год)
- Орден святой Анны I степени (Российский Императорский Дом, 2022 год)
- Орден святого Станислава I степени (Российский Императорский Дом, 2017 год)
- Орден святой Анны II степени (Российский Императорский Дом, 2012 год)[7]
- Орден святой Анны III степени (Российский Императорский Дом, 2011 год)[8]

Премии
- 1992 год — Ломоносовская премия I степени за цикл работ «История Византии и Причерноморья в средние века»
- 18 июня 1996 года — Государственная премия Российской Федерации в области науки и техники — за монографию «Культура Византии IV—XV веков» в трёх томах[9].
- 19 декабря 2016 года - Ломоносовская премия  I степени за педагогическую деятельность

Почётные звания
- 1992 год — действительный член РАЕН (по отделению Российская энциклопедия)
- 1998 год — почётный работник высшего профессионального образования Российской Федерации
- 2005 год — заслуженный профессор МГУ
- 1996 год — действительный член Общества Лейбница (ФРГ)
- 1998 год — член-корреспондент по отделению литературы, моральных и исторических наук Лигурийской Академии наук (Италия, Генуя)
- 1998 год — член-корреспондент Академии и Общества истории провинции Алессандрии и Асти (Италия)
- 2006 год — почётный профессор Цзилиньского университета (КНР)
- 2008 год — член-корреспондент Венецианской депутации отечественной истории (Италия)
- 2025 год — Заслуженный работник высшей школы Российской Федерации (24 января 2025 года) — за заслуги в подготовке высококвалифицированных специалистов, научно-педагогической деятельности и многолетнюю добросовестную работу[10]